# Battle River n.º 438
Battle River n.º 438 es un municipio rural canadiense situado en la provincia de Saskatchewan.

## Superficie
Battle River n.º 438 tiene una superficie de 1056,77 km².

## Demografía
En 2021, tenía 1029 habitantes, una densidad poblacional de 1 hab./km², y 449 viviendas.